# Kilmihil
Kilmihil (Iers: Cill Mhichíl, Kerk van St. Michaël de Aartsengel) is een dorp in west County Clare, Ierland.
Het dorp heeft drie supermarkten, een apotheek, vijf pubs, een postkantoor en verschillende andere winkels. Andere voorzieningen zijn onder meer de Credit Union, de bibliotheek, een dorpshuis en een "retirement village" (ouderencomplex). Er is verder een lagere school en een middelbare school (St. Michaels Community College).

## St. Michael en St. Senan
Volgens de legende is St. Michael’s Church gesticht rond het jaar 530 door St. Senan. Door de aanbidding van St. Michaël de Aartsengel is de kerk en bijbehorende heilige bron al heel lang een bedevaartsoord. In 1937 nam de lokale kapelaan het initiatief om de bron en de directe omgeving te verbeteren. Sindsdien is de bron overdekt door een koepel met daarop een beeld van St. Michaël de Aartsengel.

## Bevrijdingsoorlog
Kilmihil kreeg in november 1919 te maken met geweld in het dorp zelf, na eerdere aanvallen in de omgeving. In die maand werd een hinderlaag gelegd langs de Cahercanivan Road. Doelwit was een agressieve sergeant van de Royal Irish Constabulary (RIC). Door een te vroeg afgevuurd schot mislukte de aanslag en de aanvallers moesten zich met hun gewonde luitenant Michael Honan terugtrekken.
Op zondag 18 april 1920 vond een tweede aanslag op personeel van de RIC plaats. Bij het uitgaan van de kerk gingen drie IRA-mannen tot de aanval over op vier RIC-mannen. Ze slaagden erin één man te doden en een ander te verwonden. Een andere RIC-man zag het gevaar op tijd en schoot een van de IRA-mannen (John Breen) dood. Gealarmeerd door de schoten kwamen militairen en meer RIC-personeel te hulp, waardoor de IRA op de loop moest zonder hun gedode kameraad. De militairen ontfermden zich over het lichaam van John Breen en retourneerden het de volgende dag aan zijn oom. Bij de begrafenis was een grote parade van de IRA, maar de massale aanwezigheid van RIC en soldaten maakte saluutschoten over het graf onmogelijk.

## Sport
Kilmihil GAA club won de Clare Senior Football Championship in 1980, de enige keer dat de club hierin slaagde.
Thomas O'Donahue, deelnemer aan de Olympische Zomerspelen 1912 namens het Verenigd Koninkrijk van Groot-Brittannië en Ierland, is geboren in Kilmihil.

## Evenementen
Kilmihil houdt elk jaar in augustus een "Festival of Fun". Naast de gebruikelijke parade, kinderactiviteiten en een toertocht met oude voertuigen, is er elk jaar ook een biggenrace.